# Десимон
Десимон (фр. Deycimont) насеље је и општина у североисточној Француској у региону Лорена, у департману Вогези која припада префектури Епинал.
По подацима из 2005. године у општини је живело 263 становника, а густина насељености је износила 41.61 становника/km². Општина се простире на површини од 6,32 km². Налази се на средњој надморској висини од 410 метара (максималној 587 m, а минималној 383 m).

## Демографија
| 1962. | 1968. | 1975. | 1982. | 1990. | 2011. |
| ----- | ----- | ----- | ----- | ----- | ----- |
| 260   | 231   | 244   | 250   | 238   | 305   |

График промене броја становника у току последњих година